# Medicina antroposófica
Medicina antroposófica é uma forma de medicina alternativa criada na década de 1920 por Rudolf Steiner e Ita Wegman. A prática baseia-se em noções de ocultismo e na filosofia espiritual de Steiner, a qual denominou antroposofia. Os praticantes recorrem a uma série de técnicas fundamentadas em preceitos antroposóficos, incluindo massagens, exercício, aconselhamento psicológico e substâncias medicinais antroposóficas.
Muitos dos preparados usados na medicina antroposófica são substâncias ultra-diluídas, semelhantes às usadas em homeopatia. Estas soluções homeopáticas não são eficazes. São geralmente consideradas inócuas, exceto quando usadas como substituto para um tratamento eficaz e cientificamente provado. Não existem evidências médicas que apoiem a eficácia dos remédios à base de erva-de-passarinho, aconselhados para o tratamento de cancro. Alguns praticantes opõem-se à vacinação de crianças, o que está na origem de surtos de doenças que seriam facilmente evitáveis.
A medicina antroposófica não possui fundamentação na ciência e já foi descrita como pseudociência e charlatanismo. A medicina antroposófica diverge dos princípios fundamentais da biologia em vários aspetos. Por exemplo, alguns praticantes alegam que não é o coração que bombeia sangue, mas sim que o sangue se bombeia a ele próprio. A medicina antroposófica também alega que as vidas passadas dos pacientes podem influenciar a sua doença e que o curso de uma doença está sujeito ao destino do carma.

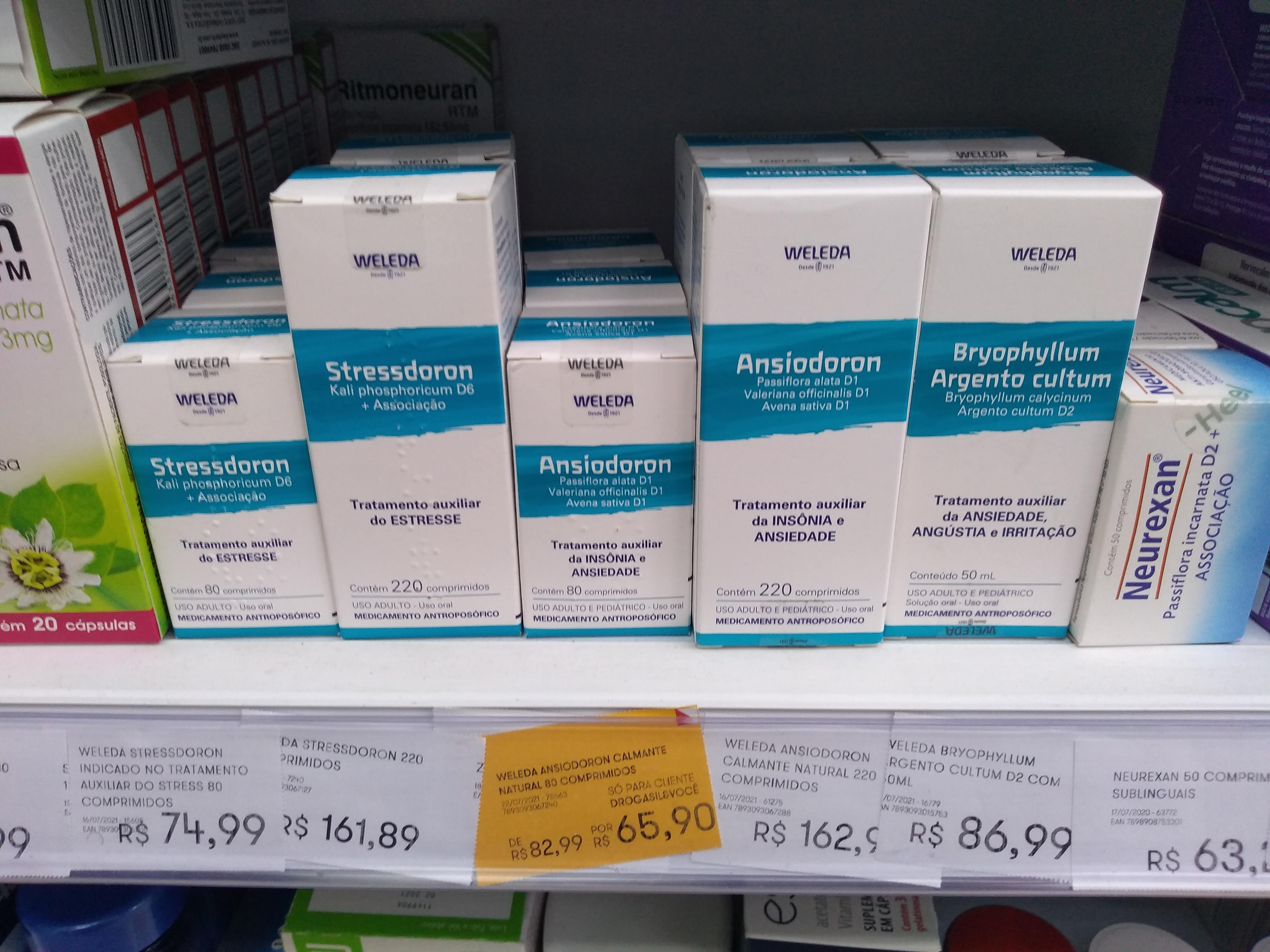
Produtos antroposóficos à venda em uma farmácia da rede Drogasil, Ilhéus, 2021